# 21 tháng 11
Ngày 21 tháng 11 là ngày thứ 325 trong mỗi năm thường (thứ 326 trong mỗi năm nhuận). Còn 40 ngày nữa trong năm.

## Sự kiện
- 235 – Anterus được bầu cử làm Giáo hoàng.
- 1009 - Lý Công Uẩn lên ngôi Hoàng đế Đại Cồ Việt, lập ra triều Lý, Việt Nam.
- 1272 – Hoàng tử Edward được trở thành Quốc vương Anh.
- 1631 – Tổ Đại Thọ mở cổng thành Đại Lăng Hà, suất chúng đến doanh trại quân Kim đầu hàng Hoàng Thái Cực, trận Đại Lăng Hà kết thúc (ngày Mậu Thìn, tức 28 tháng 10 âm lịch).
- 1783 – Ở Paris, Jean-François Pilâtre de Rozier và François Laurent, hầu tước Arlandes thực hiện chuyến bay khinh khí cầu không có dây lần đầu tiên.
- 1789 – Bắc Carolina thông qua Hiến pháp Hoa Kỳ và trở thành tiểu bang thứ 12 của Hoa Kỳ.
- 1791 – Đại tá Napoléon Bonaparte được thăng cấp tướng hẳn và được bổ nhiệm làm Tổng tư lệnh của các Quân đội Cộng hòa Pháp.
- 1894 – Quân đội Nhật Bản giành chiến thắng trước quân đội Đại Thanh trong trận Lữ Thuận Khẩu.
- 1916 – Trong Chiến tranh Thế giới thứ nhất, tàu HMHS Britannic của Anh Quốc đâm phải thủy lôi và chìm trên biển Aegea.
- 1954 – Đảng Nhân dân Hành động được thành lập tại Singapore với tổng bí thư là Lý Quang Diệu, là đảng cầm quyền tại Singapore từ năm 1959.
- 1962 – Quân đội Trung Quốc tuyên bố ngừng bắn đơn phương, kết thúc Chiến tranh Trung-Ấn.
- 1970 – Trong chiến tranh Việt Nam, quân đội Hoa Kỳ tiến hành tập kích một trại giam ở Sơn Tây nhằm giải thoát các tù binh Mỹ đang bị giam giữ.
- 1995 – Hòa ước Dayton được ký tắt tại căn cứ không quân Wright–Patterson tại Ohio, kết thúc ba năm rưỡi chiến tranh tại Bosna và Hercegovina.
- 2013 – Vụ sập trần siêu thị Riga tại Latvia khiến 54 người thiệt mạng.
- 2013 – Bắt đầu những cuộc biểu tình tại Kiev, Ukraina dẫn đến việc chế độ Yanukovych sụp đổ.

## Sinh
- 1643 – René-Robert Cavelier, Sieur de La Salle, nhà thám hiểm người Pháp (m. 1687)
- 1694 – Voltaire, triết gia người Pháp (m. 1778)
- 1796 – Nguyễn Phúc Ngọc Nga, phong hiệu An Thái Công chúa, công chúa con vua Gia Long nhà Nguyễn (m. 1856).
- 1811 – Tăng Quốc Phiên, nhân vật quân sự nhà Thanh (m. 1872)
- 1818 – Lewis Henry Morgan, nhà nhân loại học người Mỹ (m. 1881)
- 1852 – Francisco Tárrega, người chơi đàn guitar và nhà soạn nhạc người Tây Ban Nha (m. 1909)
- 1854 – Giáo hoàng Biển Đức XV (m. 1922)
- 1898 – René Magritte, họa sĩ người Bỉ (m. 1967)
- 1902 – Isaac Bashevis Singer, tác gia người Mỹ gốc Ba Lan, đoạt giải Nobel Văn học (m. 1991)
- 1914 – Henri Laborit, thầy thuốc và triết gia người Pháp (m. 1995)
- 1950 – Thạch Tu, diễn viên Hồng Kông
- 1965 – Björk, ca sĩ-người viết bài hát, nhà sản xuất, và diễn viên Iceland.
- 1979 – Vincenzo Iaquinta, cầu thủ bóng đá người Ý
- 1984 – Jena Malone, diễn viên và ca sĩ người Mỹ
- 1985 – Carly Rae Jepsen, ca sĩ, người viết bài hát, diễn viên người Canada
- 1985 – Jesús Navas, cầu thủ bóng đá người Tây Ban Nha
- 1992 – Conor Maynard, ca sĩ, người viết bài hát người Anh
- 1992- Kang Seung-yoon, ca sĩ, thành viên WINNER

## Mất
- 496 – Giáo hoàng Gêlasiô I
- 615 – Côlumbanô, nhà truyền giáo người Ireland (b. 543)
- 1695 – Henry Purcell, nhà soạn nhạc người Anh (b. 1659)
- 1811 – Heinrich von Kleist, tác gia người Đức (b. 1777)
- 1844 – Ivan Andreyevich Krylov, tác gia người Nga (b. 1769)
- 1916 – Franz Joseph I của Áo (b. 1830)
- 1970 – Chandrasekhara Venkata Raman, nhà vật lý học người Ấn Độ, đoạt giải Nobel Vật lý (b. 1888)
- 1992 – Kaysone Phomvihane, chính trị gia Lào, Chủ tịch nước thứ hai của Lào (b. 1920)
- 1997 – Diệp Minh Tuyền, nhà thơ, nhạc sĩ Việt Nam (m. 1941).
- 2009 – Konstantin Petrovich Feoktistov, phi hành gia Liên Xô (b. 1926)
- 2012 – Ajmal Kasab, kẻ khủng bố người Pakistan (b. 1987)